# Верхас, Ян
Ян Верха́с (нидерл. Jan Verhaas) — голландский профессиональный рефери снукера, родился 5 октября 1966 года в городе Масслёйс (нидерл. Maassluis), в провинции Южная Голландия, ныне проживает в Брилле.

## Биография
Верхас работал оператором в компании «Shell Chemicals». В 1990 году квалифицировался на рефери 1-го класса по снукеру. В следующем году, после турнира в Роттердаме, WPBSA предложила Верхасу обслуживать матчи мэйн-тура по снукеру.
Его первый официальный матч в качестве снукерного рефери состоялся в 1993 (матч Стив Дэвис — Тони Драго). 
 В 2003 Верхас стал первым судьёй не из Британии, которому было доверено проведение финала чемпионата мира (матч между Марком Уильямсом и Кеном Доэрти).
Верхасу довелось быть участником двух скандально известных матчей: в первом, в 1/4 чемпионата Великобритании между Стивеном Хендри и Ронни О'Салливаном, при счёте 1:4 не в свою пользу О’Салливан прекратил игру и досрочно покинул матч (после этого WPBSA оштрафовала Ронни О’Салливана); во втором, в финале Мастерс 2007 с участием того же О’Салливана и Дин Цзюньхуэя, уже Дин отказался продолжать матч ввиду своей плохой игры, однако Ронни убедил 19-летнего китайского игрока доиграть матч. Что в результате и было сделано, соответственно, никаких санкций не предпринималось.
Уже несколько лет Ян Верхас обслуживает турниры по пулу, организуемые компанией Matchroom Sports Барри Хирна.
Ян Верхас считается одним из самых авторитетных судей. Получил прозвище — «Джеймс Бонд» — за свою невозмутимость и монументальность. Проживает в городе Брилле недалеко от Роттердама.
3 апреля 2016 года в финале турнира China Open Верхас установил рекорд — он обслужил свой 31-й финал турнира.

## Главные финалы
- Чемпионат мира — 2003, 2006, 2008, 2011, 2013, 2017
- Чемпионат Великобритании — 2005, 2006, 2008, 2015
- Мастерс — 1999, 2001, 2002, 2004, 2007, 2009, 2010, 2019
- Гран-при — 2004, 2007, 2009